# Знедолені (фільм, 2012)
«Знедолені» (фр. Les Misérables) — британський драматичний фільм-мюзикл 2012 року випуску режисера Тома Гупера. Знятий за мотивами однойменного мюзиклу Алена Бубліля і Клода-Мішеля Шенберга, в основу якого був покладений сюжет «Знедолених» Віктора Гюго.

## Сюжет
Фільм розповідає історію Жана Вальжана (Г'ю Джекман), колишнього каторжника, який згодом став мером одного французького містечка. Він погоджується піклуватися про Козетту, незаконнонароджену доньку Фантіни (Енн Гетевей), але, як утікач, змушений переховуватись від інспектора поліції Жавера (Рассел Кроу). Сюжет охоплює 17 років і розгортається на тлі революційних подій, які у фільмі завершуються Паризьким повстанням 1832 року.

## У ролях
- Г'ю Джекман[5] — Жан Вальжан
- Рассел Кроу[6] — Жавер
- Енн Гетевей[7] — Фантіна
- Аманда Сайфред[8] — Козетта
- Едді Редмейн[9] — Маріус Понтмерсі
- Саманта Баркс[10] — Епоніна
- Гелена Бонем Картер — мадам Тенардьє
- Саша Барон Коен — мсьє Тенардьє
- Деніел Хаттлстоун — Гаврош
- Колм Вілкінсон — єпископ Мірієль
- Джордж Блаґден — Ґрантер
- Керрі Інґрам — дівчина

## Нагороди та номінації
Фільм отримав три премії «Золотого глобуса»:
- премію «Золотий глобус» за найкращий фільм — комедія або мюзикл
- «Золотий глобус» за найкращу чоловічу роль — комедія або мюзикл  — Г'ю Джекман за роль Жана Вальжана
- «Золотий глобус» за найкращу жіночу роль другого плану кінофільм  — Енн Гетевей за роль Фантіни.

Мав вісім номінацій Оскар, переміг в трьох:
- Найкраща жіноча роль другого плану — Енн Гетевей
- Найкращий звук
- Найкращий грим

Мюзикл номінований також на дев'ять нагород BAFTA, включаючи найкращий фільм, найкращий британський фільм, найкращу чоловічу роль (Джекман), найкращу жіночу роль другого плану (Гетевей).

## Цікаві факти
- Зазвичай саундтрек до фільмів-мюзиклів записується за кілька місяців, і актори грають під фонограму під час зйомок. Але в «Знедолених» кожна пісня була записана наживо на знімальному майданчику, щоб гра акторів вийшла більш органічною.
- Емма Вотсон пробувалася на роль Козетти, яку зрештою отримала Аманда Сайфред.
- Джеффрі Раш розглядався на роль мсьє Тенадьера перед тим, як творці зупинилися на кандидатурі Саши Барона Коена.
- Емі Адамс, Джессіка Біл, Маріон Котіяр, Кейт Вінслет і Ребека Голл розглядалися як кандидатури на роль Фантіни.
- Скарлетт Йоханссон, Ліа Мішель, Еван Рейчел Вуд, Емілі Браунінг і Гейден Панеттьєрі пробувалися на роль Епоніни.
- Після декількох місяців прослуховувань Саманта Баркс отримала роль Епоніни, яку вона відігравала в одному з театрів Вест-Енду. Баркс виступала в театрі Oliver! в Манчестері, коли, на її здивування, Камерон Макінтош (продюсер фільму) вийшов на сцену й оголосив, що вона вибрана на роль у фільмі[11].